# Pływanie na otwartym akwenie na Światowych Wojskowych Igrzyskach Sportowych 2019 – 10 km mężczyzn

Wyścig na 10 km na otwartym akwenie mężczyzn był jedną z konkurencji pływackich, który odbył się podczas 7. Światowych Wojskowych Igrzyskach Sportowych na obiektach East Lake Open-Water Swimming Venue w Wuhanie w dniu 23 października 2019 roku podczas światowych igrzysk wojskowych.

## Terminarz
Wszystkie godziny podane są w czasie chińskim (UTC+08:00) oraz polskim (CEST).
| Data                      | Godzina rozpoczęcia | Godzina rozpoczęcia | Wydarzenie |
| Data                      | UTC+08:00           | CEST                | Wydarzenie |
| ------------------------- | ------------------- | ------------------- | ---------- |
| 23 października 2019(dts) | 14:30               | 22:30               | Finał      |

## Uczestnicy
Do zawodów zgłoszonych zostało 22 zawodników reprezentujących 14 państw. Wystartowało 21, ukończyło 15, 6 zawodników przekroczyło limit czasu (OTL).

- Brazylia (2)
- Chiny (2)
- Ekwador (2)
- Francja (1)
- Hiszpania (2)
- Kazachstan (2)
- Korea Południowa (1)
- Niemcy (2)
- Polska (1)
- Rosja (1)
- Sri Lanka (2)
- Syria (1)
- Ukraina (1)
- Włochy (2)

Jedno państwo mogło zgłosić do zawodów pływackich maksymalnie dwóch zawodników. Polskę reprezentował Krzysztof Pielowski (zajął 9. miejsce).

## Medaliści
| Złoto                   | Srebro                | Brąz                      |
| Axel Reyomond · Francja | Anton Ewsikow · Rosja | Allan do Carmo · Brazylia |

## Wyniki
| Klasyfikacja końcowa w pływaniu na otwartym akwenie mężczyzn - 10 km | Klasyfikacja końcowa w pływaniu na otwartym akwenie mężczyzn - 10 km | Klasyfikacja końcowa w pływaniu na otwartym akwenie mężczyzn - 10 km | Klasyfikacja końcowa w pływaniu na otwartym akwenie mężczyzn - 10 km | Klasyfikacja końcowa w pływaniu na otwartym akwenie mężczyzn - 10 km | Klasyfikacja końcowa w pływaniu na otwartym akwenie mężczyzn - 10 km |
| Miejsce                                                              | Zawodnik                                                             | Reprezentacja                                                        | Czas                                                                 | Strata                                                               | Uwagi                                                                |
| -------------------------------------------------------------------- | -------------------------------------------------------------------- | -------------------------------------------------------------------- | -------------------------------------------------------------------- | -------------------------------------------------------------------- | -------------------------------------------------------------------- |
| 01 !                                                                 | Axel Reyomond                                                        | Francja                                                              | 1:57:26,2                                                            |                                                                      |                                                                      |
| 02 !                                                                 | Anton Ewsikow                                                        | Rosja                                                                | 1:57:29,4                                                            | +3,2                                                                 |                                                                      |
| 03 !                                                                 | Allan do Carmo                                                       | Brazylia                                                             | 1:57:34,7                                                            | +8,5                                                                 |                                                                      |
| 4.                                                                   | Dario Verani                                                         | Włochy                                                               | 1:57:37.1                                                            | +10,9                                                                |                                                                      |
| 5.                                                                   | Victor Colonese                                                      | Brazylia                                                             | 1:57:38,1                                                            | +11.9                                                                |                                                                      |
| 6.                                                                   | Vitaliy Chudjakow                                                    | Kazachstan                                                           | 1:57:41,3                                                            | +15,1                                                                |                                                                      |
| 7.                                                                   | Park Seok-hyun                                                       | Korea Południowa                                                     | 1:58:26,1                                                            | +59,9                                                                |                                                                      |
| 8.                                                                   | Qiao Zhongy                                                          | Chiny                                                                | 1:58:39,6                                                            | +1:13.4                                                              |                                                                      |
| 9.                                                                   | Krzysztof Pielowski                                                  | Polska                                                               | 1:58:40,6                                                            | +1:14,4                                                              |                                                                      |
| 10.                                                                  | An Jiabao                                                            | Chiny                                                                | 1:59:00,3                                                            | +1:34.1                                                              |                                                                      |
| 11.                                                                  | Ihor Czerwynśkyj                                                     | Ukraina                                                              | 1:59:46,2                                                            | +2:20,0                                                              |                                                                      |
| 12.                                                                  | Saleh Mohammad                                                       | Syria                                                                | 2:01:06,6                                                            | +3:40,4                                                              |                                                                      |
| 13.                                                                  | Chris Hoffmann                                                       | Niemcy                                                               | 2:17:20,2                                                            | +19:54,0                                                             |                                                                      |
| 14.                                                                  | Markus Klinder                                                       | Niemcy                                                               | 2:23:09,2                                                            | +25:43,0                                                             |                                                                      |
| 15.                                                                  | Alvaro Garcia Ganan                                                  | Hiszpania                                                            | 2:23:39,5                                                            | +26:13,3                                                             |                                                                      |
| -                                                                    | Daryel Eduardo Llerena Santos                                        | Ekwador                                                              | DNF OTL                                                              | DNF OTL                                                              | DNF OTL                                                              |
| -                                                                    | Fernando Sebastian Espinel Criollo                                   | Ekwador                                                              | DNF OTL                                                              | DNF OTL                                                              | DNF OTL                                                              |
| -                                                                    | Kenessary Kenebajew                                                  | Kazachstan                                                           | DNF OTL                                                              | DNF OTL                                                              | DNF OTL                                                              |
| -                                                                    | Vilal Ahmed                                                          | Hiszpania                                                            | DNF OTL                                                              | DNF OTL                                                              | DNF OTL                                                              |
| -                                                                    | Vimal Kumara Warnakulasooriyage                                      | Sri Lanka                                                            | DNF OTL                                                              | DNF OTL                                                              | DNF OTL                                                              |
| -                                                                    | Gunasena Dissanayaka Mudiyanselage                                   | Sri Lanka                                                            | DNF OTL                                                              | DNF OTL                                                              | DNF OTL                                                              |
| -                                                                    | Pasquale Sanzullo                                                    | Włochy                                                               | DNS                                                                  | DNS                                                                  | DNS                                                                  |

Źródło: